# Columna (base de dades)
Una columna és un conjunt de valors de dades d'un simple tipus particular, un per cada fila de la taula en el context d'una taula de base de dades relacional, u Les columnes proporcionen l'estructura segons la qual es componen les files.
El terme camp és freqüentment intercanviable amb el de columna, encara que molts consideren més correcte usar el terme camp (o valor de camp) per a referir-se específicament al simple element que existeix en la intersecció entre una fila i una columna.
Per exemple, una taula que representa companyies va poder tenir les següents columnes:
- ID (identificador enter, únic a cada fila)
- Nom (text)
- Adreça 1 (text)
- Adreça 2 (text)
- Ciutat (identificador enter, prové d'una taula separada de ciutats, de la qual qualsevol informació de l'estat o del país pot ser presa)
- Codi postal (text)
- Indústria (identificador enter, Prové d'una taula separada d'indústries)
- etc.

Cada fila proporcionaria un valor de les dades per a cada columna i després seria entesa com solament simple valor de dades estructurat, en aquest cas representant a una companyia. Més formalment, cada fila pot ser interpretada com una variable relacional, composta per un conjunt de tuples, amb cada tupla consistint en els dos elements: el nom de la columna rellevant i el valor que aquesta fila proporciona per a aqueixa columna.
|        | Columna 1        | Columna 2        |
| ------ | ---------------- | ---------------- |
| Fila 1 | Fila 1 Columna 1 | Fila 1 Columna 2 |
| Fila 2 | Fila 2 Columna 1 | Fila 2 Columna 2 |
| Fila 3 | Fila 3 Columna 1 | Fila 3 Columna 2 |